# Ronnie Cocks
Ronnie Cocks (* 1. August 1943 in Gżira, Malta; † 16. Mai 2017 ebenda) war ein maltesischer Fußballspieler auf der Position eines Stürmers. Cocks war zweimal Torschützenkönig der maltesischen Liga und wurde in der Saison 1965/66 zum Fußballer des Jahres in Malta gewählt. Nach seiner aktiven Karriere arbeitete Cocks rund zwanzig Jahre als Trainer.

## Leben

### Vereine
Ronnie Cocks startete seine Laufbahn bei Gżira United, für die er bereits im Alter von 13 Jahren zu seinem Debüt in der zweiten Liga gegen die Żejtun Corinthians kam. Vor der Saison 1963/64 wechselte er zu den Sliema Wanderers, bei denen er mehr als ein Jahrzehnt lang unter Vertrag stand. Dazwischen absolvierte er 1967 ein einjähriges Gastspiel in der nur in jener Saison existierenden National Professional Soccer League, einer damaligen US-Profiliga, in der er für die Pittsburgh Phantoms zehn Tore in 17 Punktspielen erzielte. Anschließend verbrachte er noch einige Monate bei den in der NASL spielenden San Diego Toros, bevor er zu den Sliema Wanderers zurückkehrte. Zur Saison 1975/76 wurde Cocks an den Zweitligisten Ħamrun Spartans transferiert, mit dem ihm der sofortige Aufstieg in die erste Liga gelang. 1978 schloss er sich den Pietà Hotspurs an, bevor er zu seinem ersten Verein Gżira United zurückkehrte, in dessen Reihen er seine aktive Laufbahn ausklingen ließ.
Sein schönstes Erlebnis als Vereinsspieler ist mit seinem Tor verbunden, das er in der zweiten Runde des Europapokals der Landesmeister 1971/72 nach nur 30 Sekunden zur 1:0-Führung gegen Celtic Glasgow erzielte.

### Nationalmannschaft
Insgesamt bestritt Cocks zwanzig Länderspieleinsätze für die maltesische Nationalmannschaft, von denen ihm vor allem das Spiel in Wembley gegen England (0:5) am 12. Mai 1971 in besonderer Erinnerung blieb, als ihm die Ehre zuteilwurde, seine Mannschaft als Kapitän auf den „heiligen Rasen“ zu führen.
Ebenfalls von besonderer Erinnerung sind für ihn die beiden 1:0-Siege gegen Libyen, weil das erste Spiel am 13. Februar 1966 der erste Länderspielsieg einer offiziellen maltesischen Fußballauswahlmannschaft war und er beim zweiten Sieg nur sechs Wochen später den entscheidenden Treffer erzielte, der zugleich sein einziges Länderspieltor war.

## Erfolge
- Maltesischer Meister: 1964, 1965, 1966, 1971, 1972
- Maltesischer Pokalsieger: 1965, 1968, 1969, 1974
- Maltas Fußballer des Jahres: 1966
- Torschützenkönig der maltesischen Liga: 1966, 1970